# لوکاره
لوکاره (به صربی: Lukare) یک منطقهٔ مسکونی در صربستان است.